# Valprionde
Valprionde ist eine Ortschaft und eine Commune déléguée in der französischen Gemeinde Montcuq-en-Quercy-Blanc mit 126 Einwohnern (Stand: 1. Januar 2018) im Département Tarn-et-Garonne in der Region Okzitanien.
Die Gemeinde Valprionde wurde mit Wirkung vom 1. Januar 2016 mit Montcuq, Belmontet, Sainte-Croix und Lebreil zur Commune nouvelle Montcuq-en-Quercy-Blanc zusammengeschlossen. Seither ist sie eine Commune déléguée. Nachbarorte sind Montaigu-de-Quercy im Norden, Belmontet im Nordosten, Sainte-Croix im Osten, Lebreil im Südosten, Bouloc-en-Quercy im Süden und Belvèze im Westen.

## Bevölkerungsentwicklung
| Jahr      | 1962 | 1968 | 1975 | 1982 | 1990 | 1999 | 2008 | 2013 | 2018 |
| --------- | ---- | ---- | ---- | ---- | ---- | ---- | ---- | ---- | ---- |
| Einwohner | 194  | 174  | 159  | 148  | 149  | 152  | 128  | 116  | 126  |